# Incidente ferroviario di Mandela
massa d'acciaio
sibilando travolse»
(Lapide presso il monumento nel cimitero di Cineto Romano)
L’incidente ferroviario di Mandela (Roma) è avvenuto il 15 novembre 1960 nel passaggio a livello al km 50,200 della via Tiburtina Valeria sulla linea Roma-Pescara.

## Cronologia
La mattina di martedì 15 novembre 1960, una corriera con a bordo diverse persone (tra cui alcuni giovani partiti da Cineto Romano per raggiungere Tivoli) giunse in prossimità di un passaggio a livello di Mandela. Lì dovette fermarsi in quanto era appena stata abbassata la barriera di protezione per l'imminente arrivo del treno.
Erano le 7 e 24 in punto quando l'autista della corriera Alberto Civili, di 28 anni, convinse la casellante ad alzare la barriera per favorire un rapido passaggio in deroga alla procedura di sicurezza. Solo un minuto più tardi sopraggiunse un convoglio proveniente da Roma, il direttissimo n. 772 per Pescara, che travolse il veicolo in fase di attraversamento dell'unico binario. Morirono sette persone, tre ragazzi e quattro adulti, altre rimasero ferite e alcuni si ritrovarono miracolosamente illesi.

## Vittime
Le vittime furono sette:
- Cianti Carolina, nata a Cineto Romano il 13 marzo 1904
- Colasanti Luisa, nata a Cineto Romano il 24 aprile 1934
- Latini Francesco, nato a Cineto Romano il 4 settembre 1948
- Latini Giovanni, nato a Cineto Romano il 17 gennaio 1941
- Latini Quintilio, nato a Cineto Romano il 18 dicembre 1946
- Meloni Bruno, nato a Cineto Romano il 26 luglio 1948
- Pucci Antidio, nato a Fano il 28 maggio 1905

## Celebrazioni nel 50º anniversario
Il 15 novembre 2010, nel 50º anniversario dell'incidente, una lapide commemorativa fu collocata su un muro dell'edificio scolastico di Cineto Romano (Roma) sito nella via che fu già denominata XV Novembre.